# Śródpiersie człowieka
Śródpiersie (łac. mediastinum) – przestrzeń w klatce piersiowej człowieka, dzieląca się na śródpiersie górne i dolne. Górne z kolei na warstwy, a dolne na śródpiersie przednie, środkowe i tylne.

## Śródpiersie górne (mediastinum superius)
Ograniczone od góry otworem górnym klatki piersiowej (ograniczają go: mostek, żebro 1, kręg Th1) ściany, to jednocześnie ściany klatki piersiowej; ściany boczne to w dolnej części przyśrodkowe powierzchnie opłucnej płuc. Przyjmuje się, że śródpiersie górne kończy się (a zaczyna się śródpiersie dolne) na wysokości rozdwojenia tchawicy (bifurcatio tracheae), na wysokości Th4.
Dzielimy je na następujące warstwy, które zawierają wymienione struktury:
- warstwa gruczołowa
  - grasica (po okresie dojrzewania ciało resztkowe pograsiczne corpus restiforme postthymicus)

- warstwa żylna
  - żyła główna górna
  - żyła ramienno-głowowa prawa i lewa
  - żyły płucne
  - żyła nieparzysta

- warstwa nerwowa
  - nerw błędny prawy i lewy
  - nerw przeponowy prawy i lewy

- warstwa tętnicza
  - tętnica piersiowa
  - pień ramienno-głowowy
  - tętnica szyjna wspólna lewa
  - tętnica podobojczykowa lewa
  - tętnica tarczowa najniższa
  - kłębki aortowe
  - gałęzie oskrzelowe
  - łuk aorty
  - pień płucny – rozdwojenie

- warstwa narządowa
  - przełyk
  - tchawica

- warstwa chłonno-nerwowa
  - pień współczulny
  - przewód piersiowy

## Śródpiersie dolne
Jego ścianę dolna stanowi przepona, ściany to jednocześnie ściany klatki piersiowej, ściany boczne to przyśrodkowe powierzchnie opłucnej i krezka płuc. Zaczyna się od poziomu rozdwojenia tchawicy, dysku międzykręgowego pomiędzy Th4 i Th5, połączenia trzonu mostka z jego rękojeścią (kąt mostka). Zawiera serce położone w worku osierdziowym. Płuca nie stanowią części śródpiersia. Od dołu jest ograniczone przez przeponę.
Śródpiersie dolne dzielimy na:
- przednie (mediastinum anterius); od wewnętrznej powierzchni mostka do worka osierdziowego. Zawiera:
  - dolna część grasicy,
  - węzły chłonne przedosierdziowe,
  - węzły chłonne śródpiersiowe przednie,
  - gałęzie śródpiersiowe, grasiczne i oskrzelowe od tętnicy piersiowej wewnętrznej,
  - więzadła mostkowo-osierdziowe.

- środkowe (mediastinum medium); od przedniej ściany worka osierdziowego do tylnej. Zawiera:
  - serce wraz z osierdziem,
  - naczynia wchodzące i wychodzące z serca,
  - korzenie płucne,
  - nerwy przeponowe,
  - naczynia osierdziowo-przeponowe,
  - węzły chłonne oskrzelowo-płucne,
  - węzły chłonne tchawiczo-oskrzelowo górne,
  - węzeł łuku żyły nieparzystej.

- tylne (mediastinum posterius); od tylnej ściany worka osierdziowego do tylnej ściany klatki piersiowej, a ściśle do powięzi piersiowej. Zawiera:
  - przełyk,
  - nerw błędny lewy i prawy,
  - aorta piersiowa,
  - gałęzie śródpiersiowe,
  - żyła nieparzysta,
  - żyła nieparzysta krótka,
  - żyła nieparzysta krótka dodatkowa,
  - pnie współczulne,
  - węzły chłonne przedkręgowe,
  - węzły chłonne śródpiersiowe tylne,
  - przewód piersiowy.